# St.-Johannis-Kirche (Hitzacker)

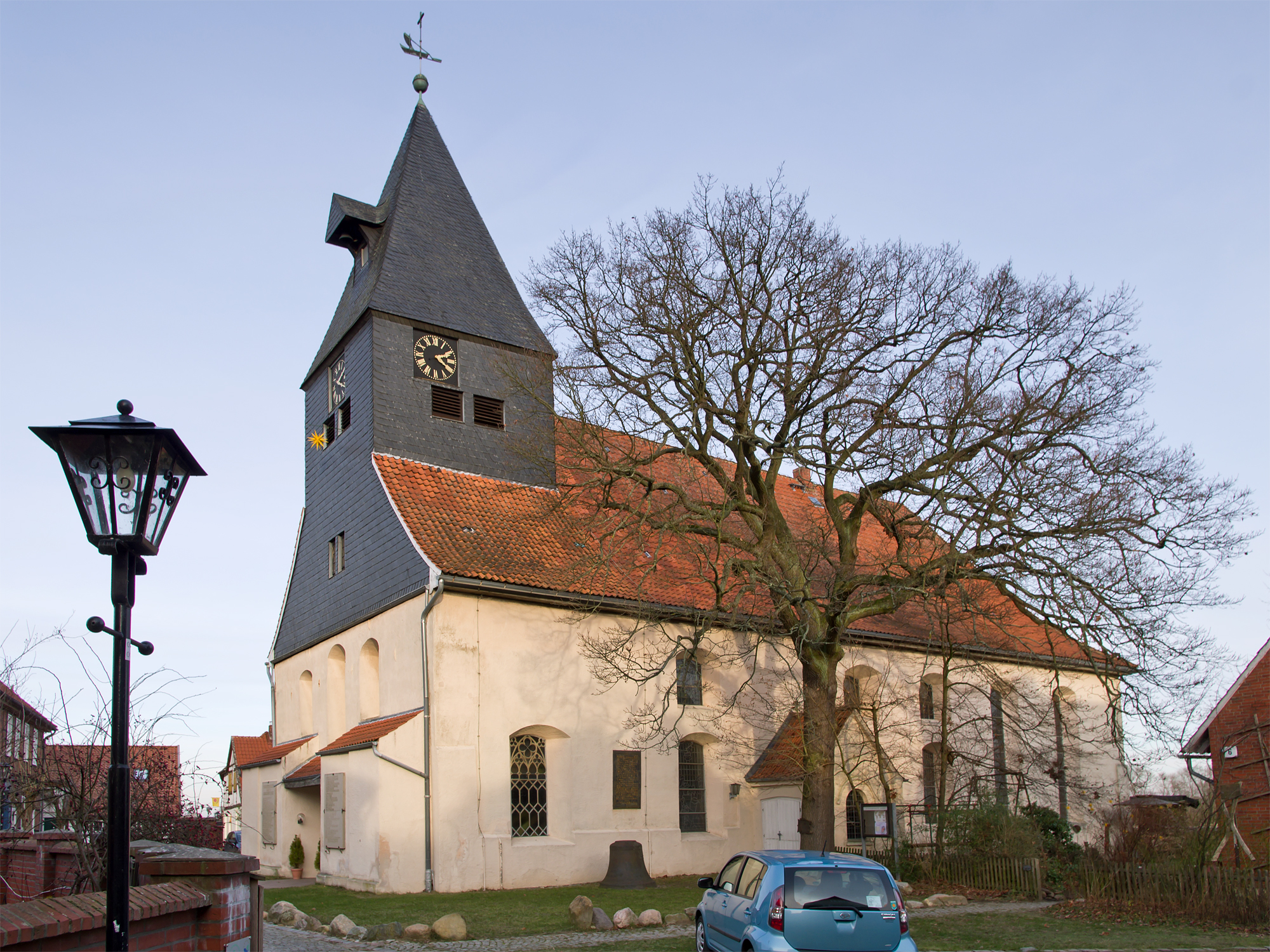
St.-Johannis-Kirche Hitzacker

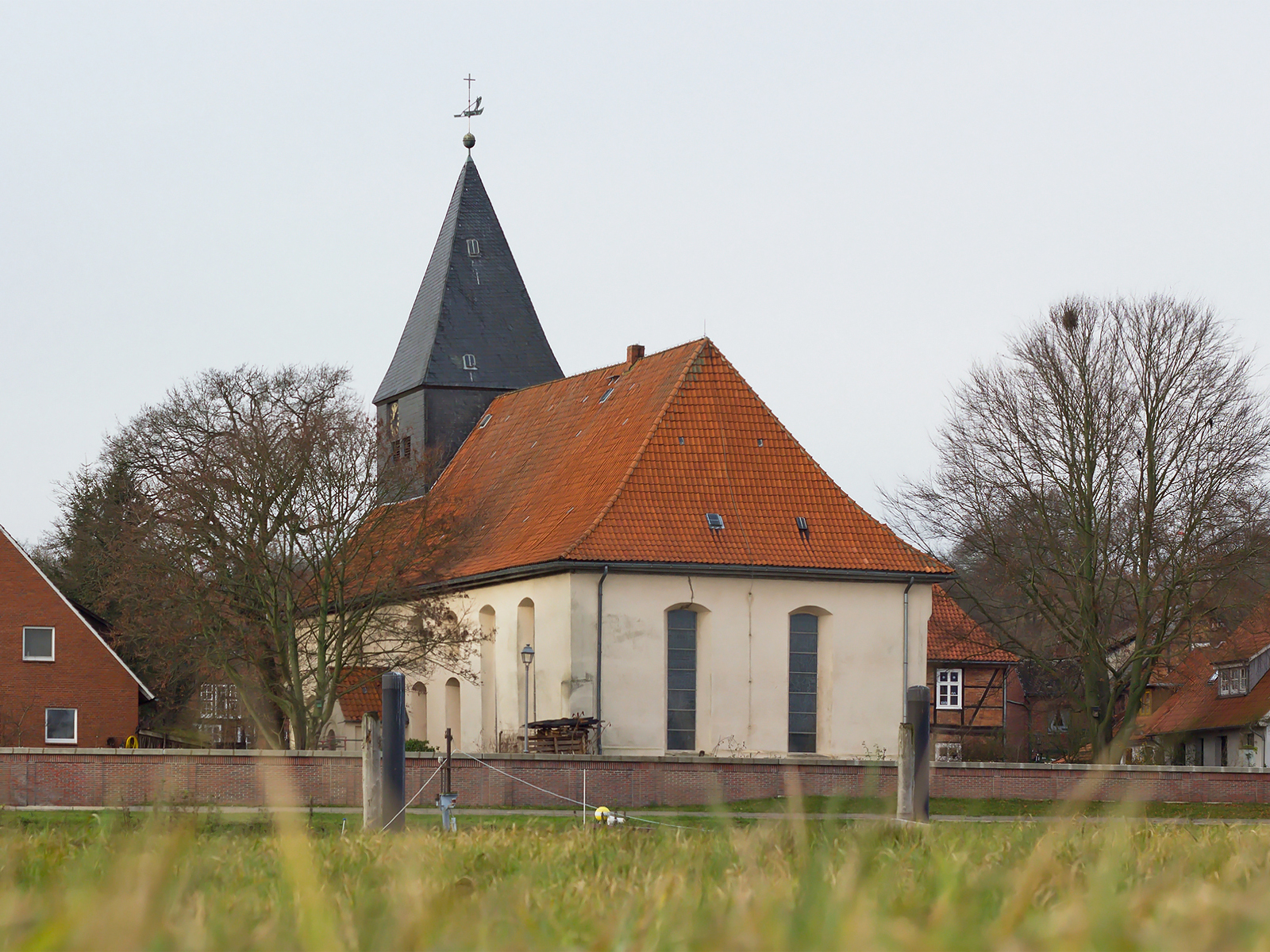
Rückwärtige Ansicht

Die evangelisch-lutherische St.-Johannis-Kirche ist eine Kirche in Hitzacker im Kirchenkreis Lüchow-Dannenberg der Landeskirche Hannover.

## Lage
Die Kirche liegt am Rande der Stadtinsel von Hitzacker, direkt an der Jeetzel, die sich kurz vor ihrer Mündung in die Elbe teilt und das Fachwerkstädtchen umfließt.

## Geschichte
Als Hitzacker 1258 erstmals urkundlich erwähnt wird, war die Kirche wahrscheinlich schon ca. 100 Jahre alt. Wie viele Missionskirchen in Norddeutschland war sie nach Johannes dem Täufer benannt worden. Die ersten Taufen fanden wahrscheinlich in der Jeetzel statt. Im Jahr 1668 fielen große Teile der Stadt sowie Dach, Turm und Innenausstattung der Kirche einem verheerenden Brand zum Opfer. Es vergingen zehn Jahre, bis die Kirche wieder aufgebaut war. Während der Napoleonischen Kriege nutzten französische Truppen sie als Festung. Im September 1813 kam es dann nicht hier, sondern 17 km entfernt in der Göhrde zur Schlacht.

## Architektur und Ausstattung

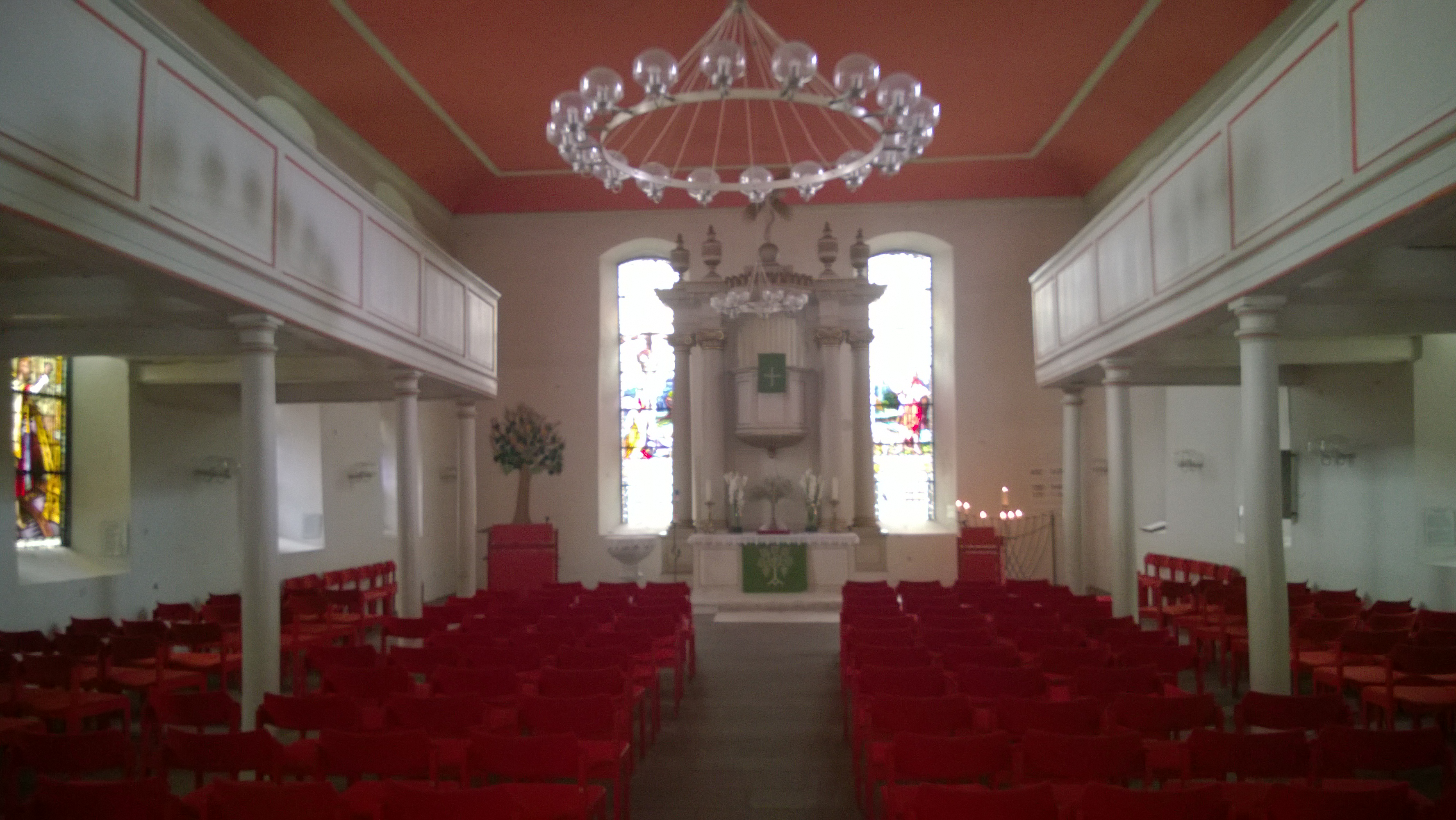
Innenansicht der St.-Johannis-Kirche

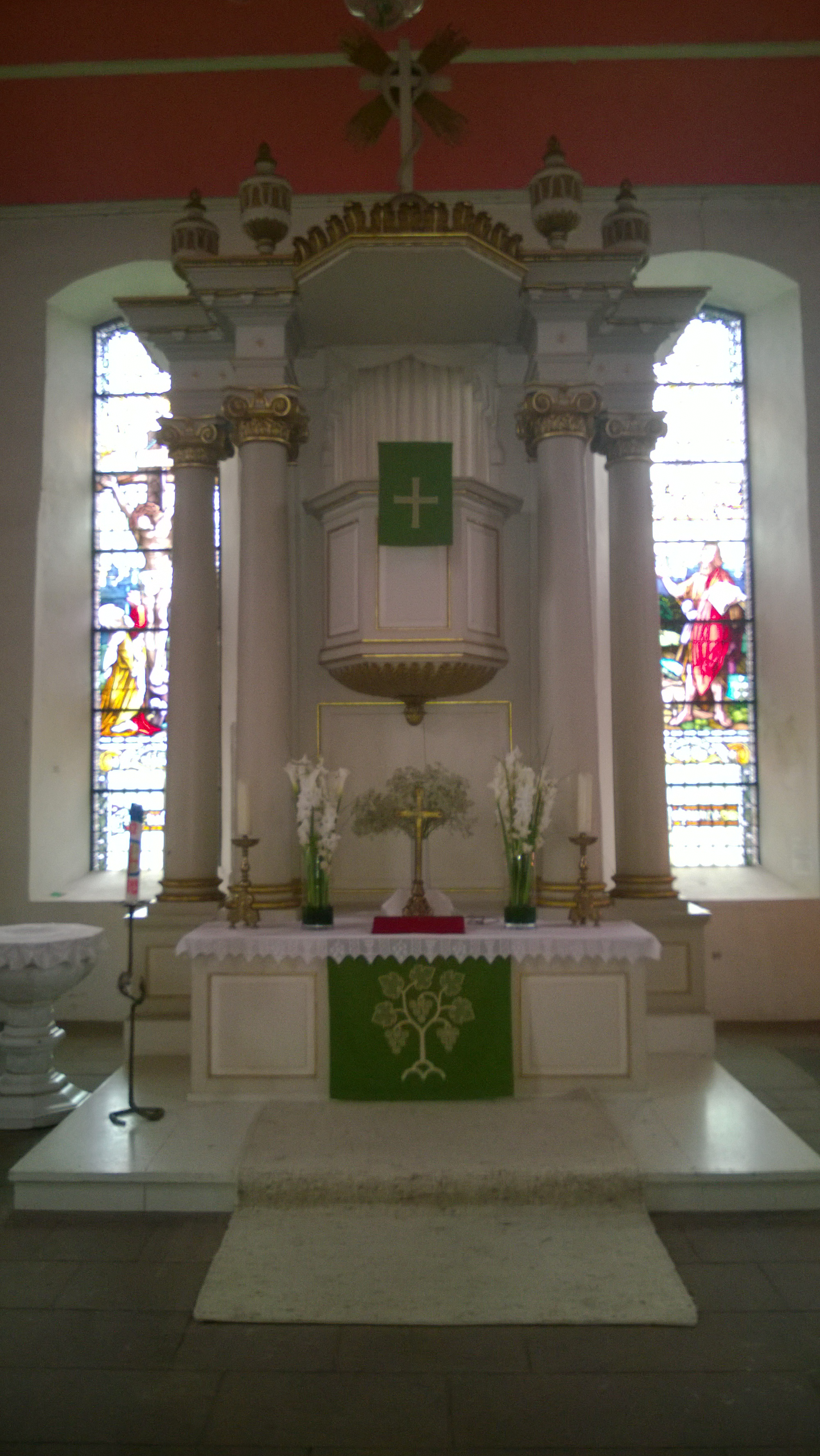
Kanzelaltar

Die ursprünglich romanische Backsteinarchitektur ist kaum noch erkennbar. Der dominierende Kanzelaltar ist 1824 in der heutigen Form entstanden. Gegen den damals so verstandenen „katholischen Mystizismus“, mit dem Glauben an die (fast zauberhafte) Wirkung der Sakramente, betont der protestantische Kanzelaltar die Einheit von Wort und Sakrament: unten der Altar als Abendmahlstisch und darüber thronend die Kanzel, von der das Wort der Predigt ausgeht.
Die alten Kirchenbänke sind Stühlen gewichen, die eine flexible Sitzordnung ermöglichen, weil die St.-Johannis-Kirche ein beliebter Ort für Konzerte ist (z. B.  Musikwoche Hitzacker und Sommerliche Musiktage Hitzacker).

### Fenster

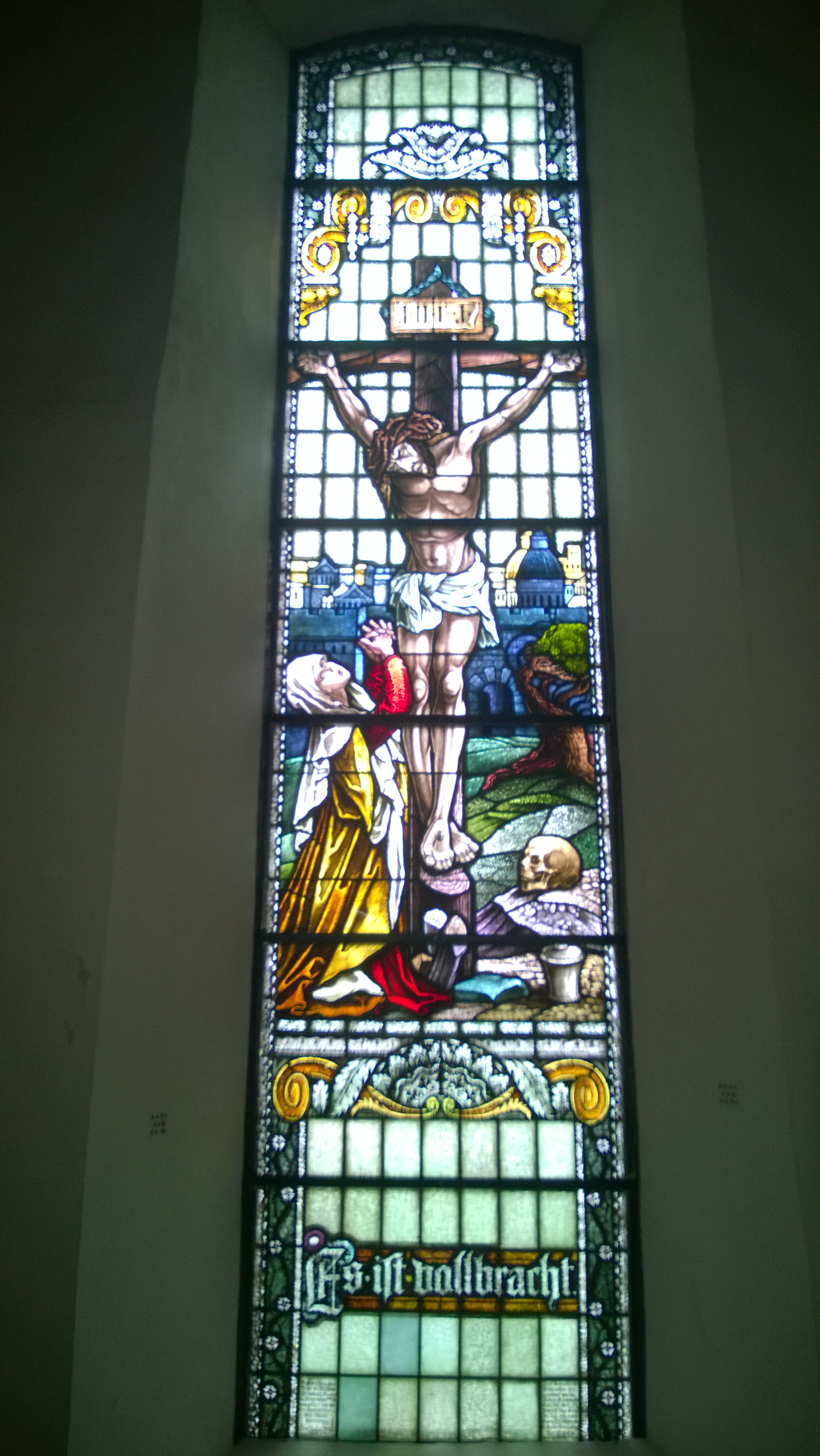
Kreuzigung Christi (1917) nach Matthias Grünewald, Isenheimer Altar
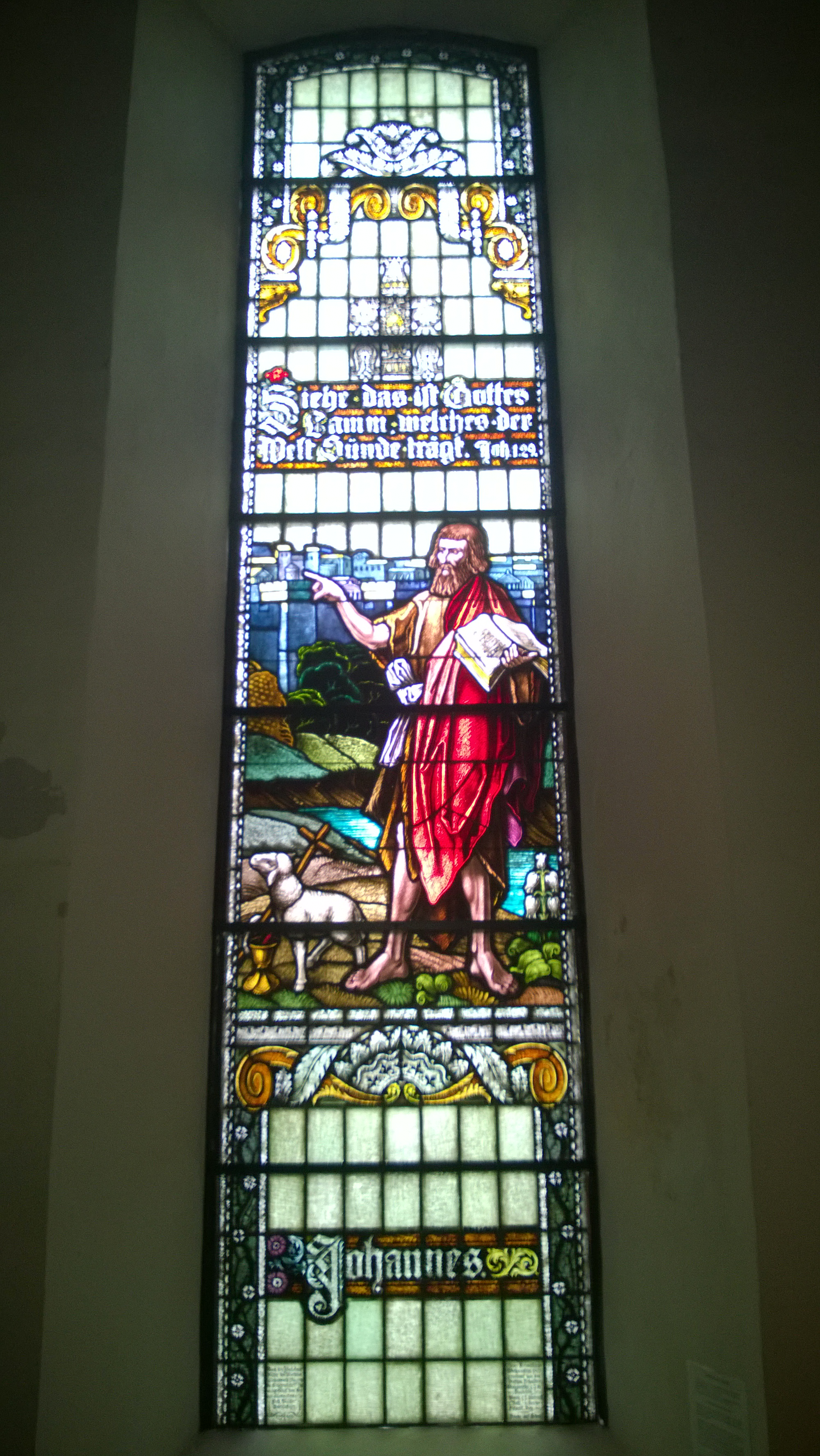
Johannes der Täufer (1917) nach Matthias Grünewald, Isenheimer Altar

In der ansonsten eher schlichten Kirche sind die farbigen Bleiglasfenster aus den Jahren 1917 bis 1928 ein vollständig erhaltener Bilderzyklus in einheitlichem Stil.
Das Bildprogramm legte Pastor Gustav Grünewald (von 1896 bis 1936 in Hitzacker) fest: Die beiden Altarfenster auf der Ostseite, nach dem Isenheimer Altar von Matthias Grünewald, zeigen die Kreuzigung und Johannes den Täufer, den Namenspatron der Kirche. Von der Altarseite aus sind Einzelfiguren des Alten Testaments auf der Nordseite und szenische Darstellungen von Begegnungen Jesu mit anderen Menschen auf der Südseite zu sehen. Jedes Bild ist als Predigt über ein biblisches Thema gedacht. Deshalb ist dem Bild auch ein Bibelwort und in kleiner Schrift die Bibelstelle beigefügt.
Die Kirchenfenster sind nach Vorlagen, in der Regel Gemälden, gearbeitet, die unten in der Bildecke eines jeden Fensters zitiert werden. Drei Bilder gehen auf Vorlagen des frühen 16. Jahrhunderts zurück (Grünewald, Michelangelo, Raffael), alle anderen entstammen dem 19. oder frühen 20. Jahrhundert. Zu den bekannteren Künstlern gehören hier Julius Schnorr von Carolsfeld und Fritz von Uhde.
Obwohl die Vorlagen aus verschiedenen Epochen stammen, sind sie einheitlich im nazarenischen Stil umgearbeitet und den Erfordernissen von Glasfenstern angepasst. Gefertigt wurden die Fenster in der Glasmalereianstalt Ferdinand Müller in Quedlinburg.
Finanziert wurden die Bildfenster von Mitgliedern der städtischen und dörflichen Gemeinden, die diesseits und jenseits der Elbe wohnten. Ihre Namen sind unter den Fenstern angegeben. Das Bildprogramm wurde trotz der Kriegs- und Nachkriegsprobleme unter großen finanziellen Opfern der Stifter abgeschlossen.

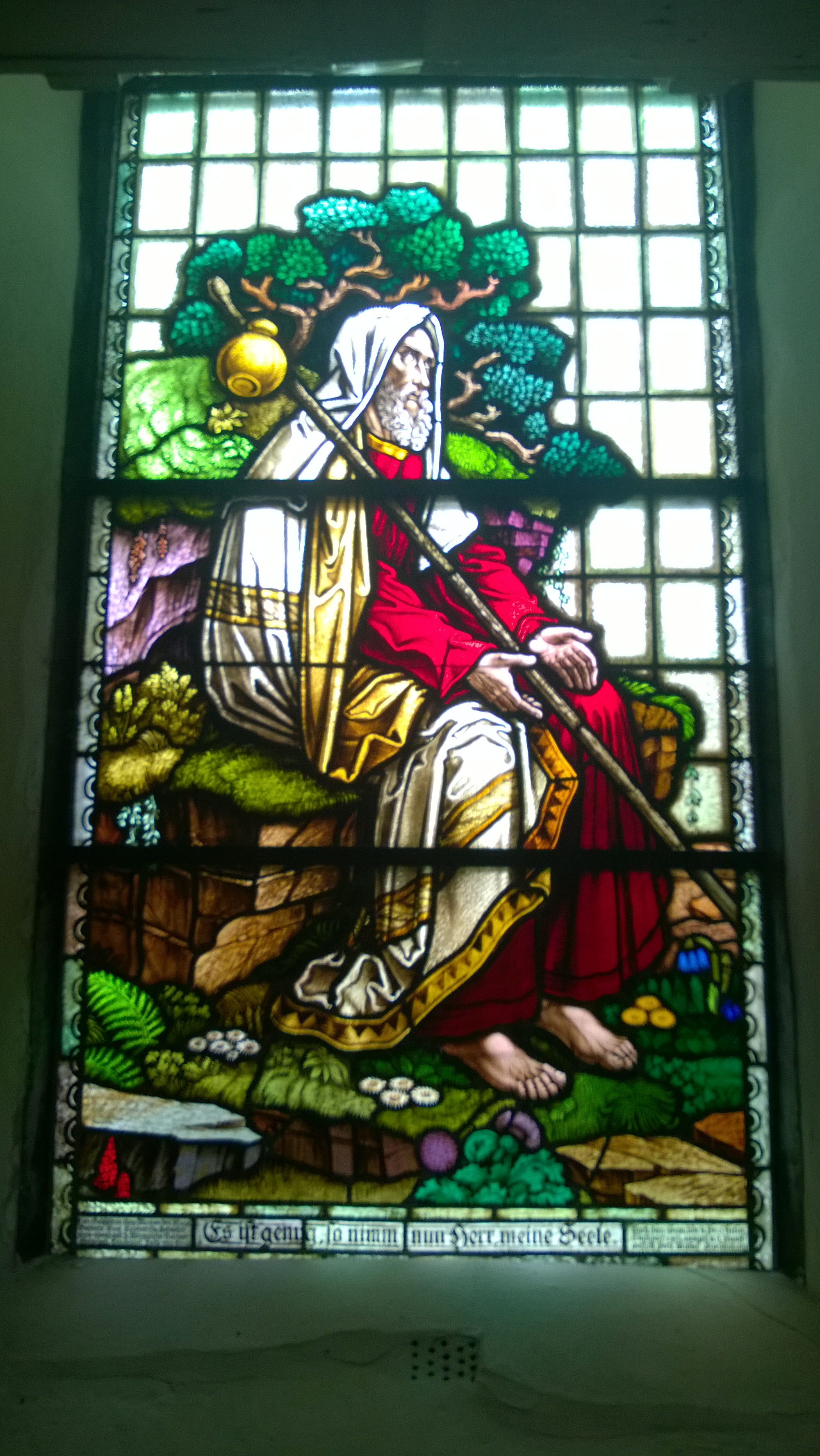
Elia (Es ist genug, 1. Kön. 19) (1920) nach Rudolf Yelin
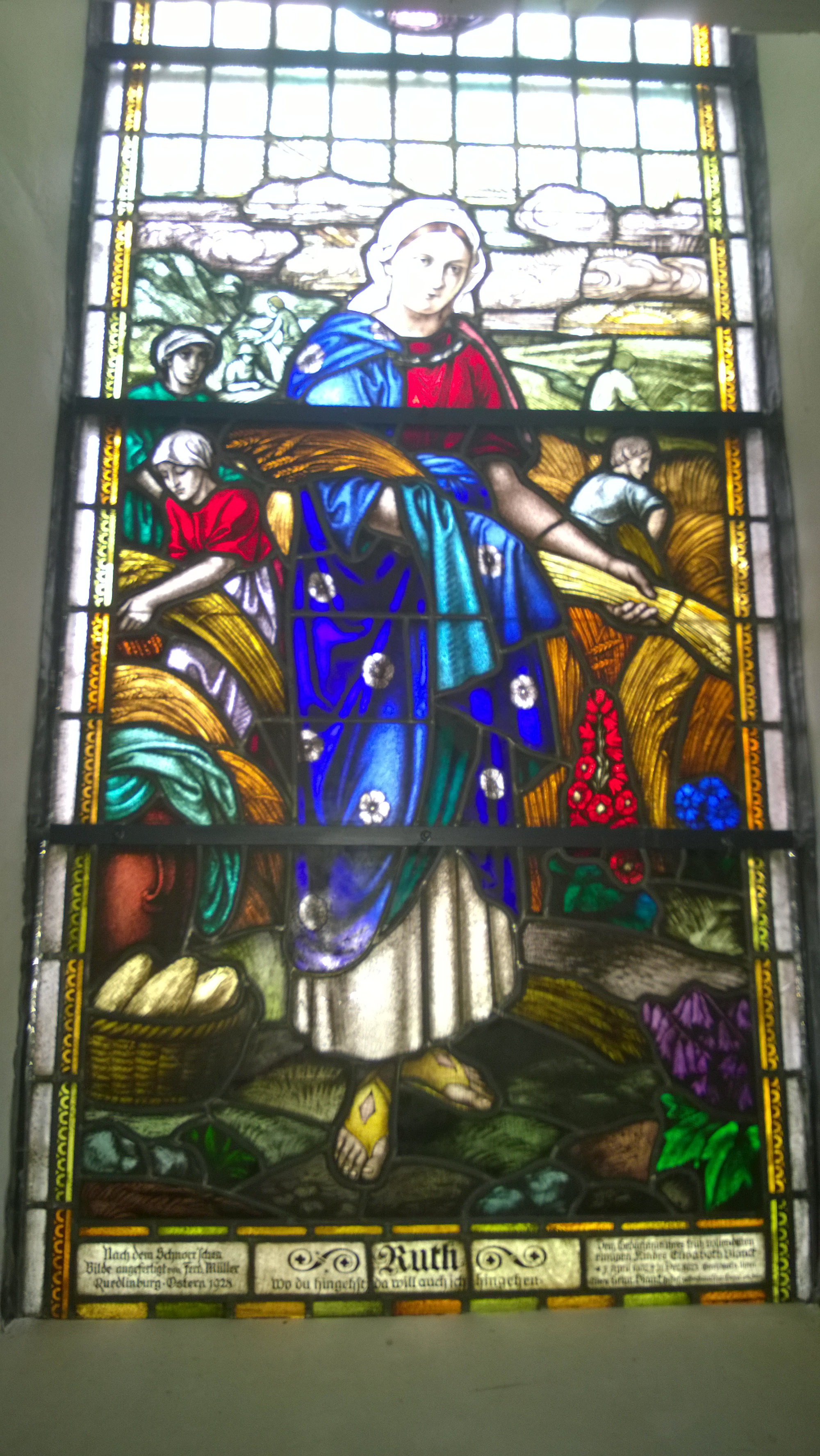
Ruth (Wo du hingehst) (1928) nach Schnorr v. Carolsfeld
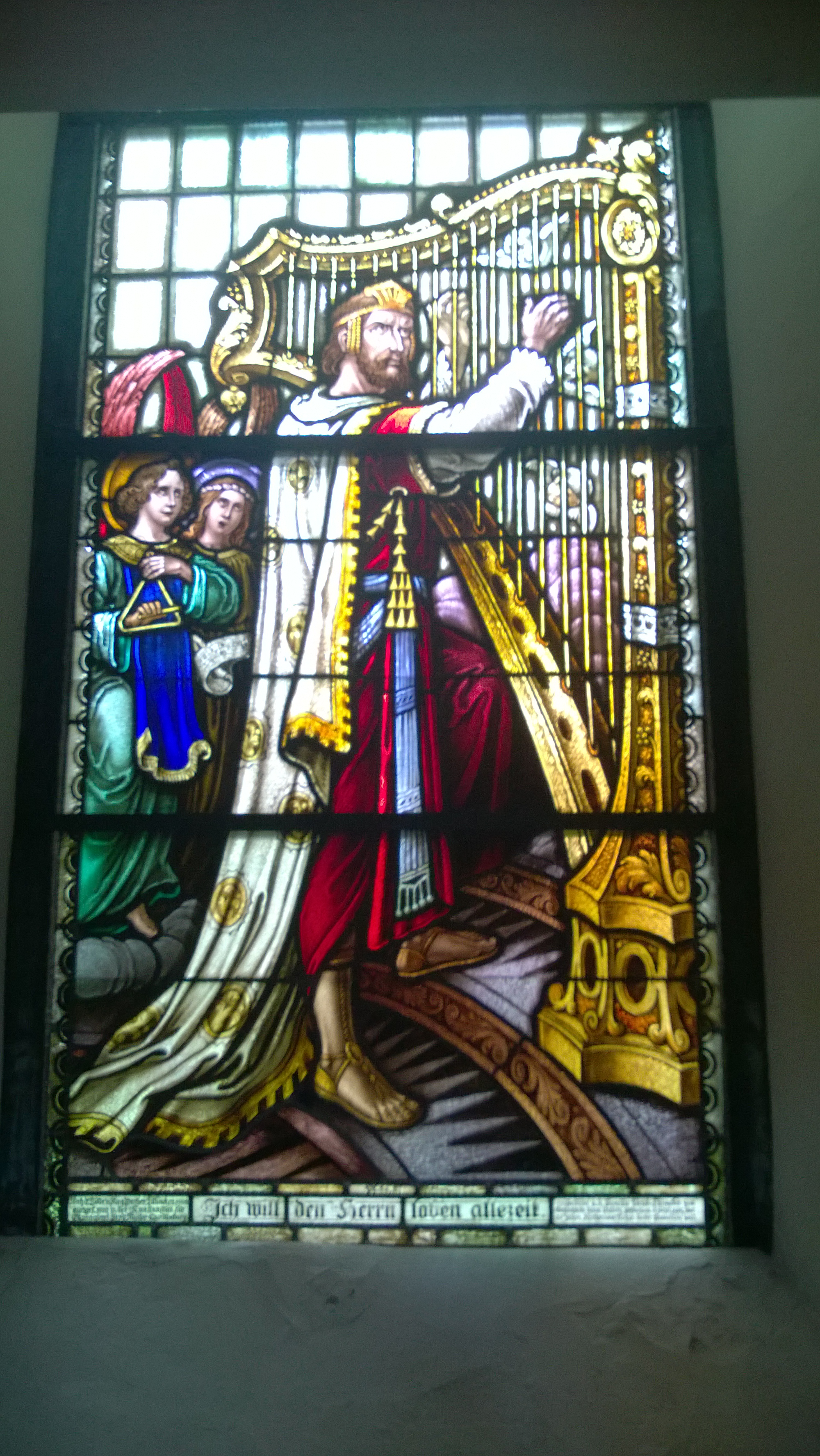
König David mit Harfe (Ps. 34) (1920) nach August Pacher
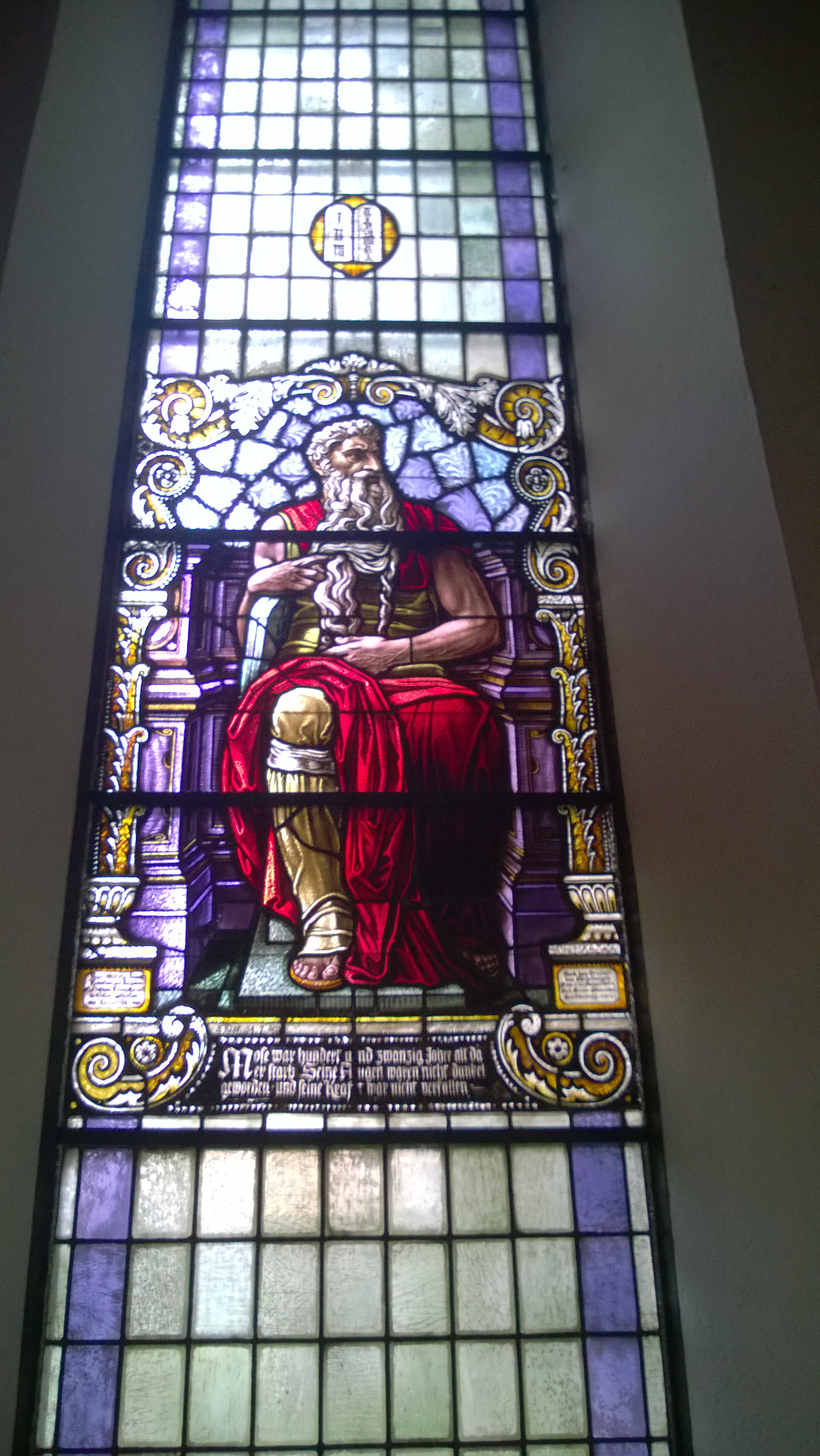
Mose (1919) nach Michelangelo
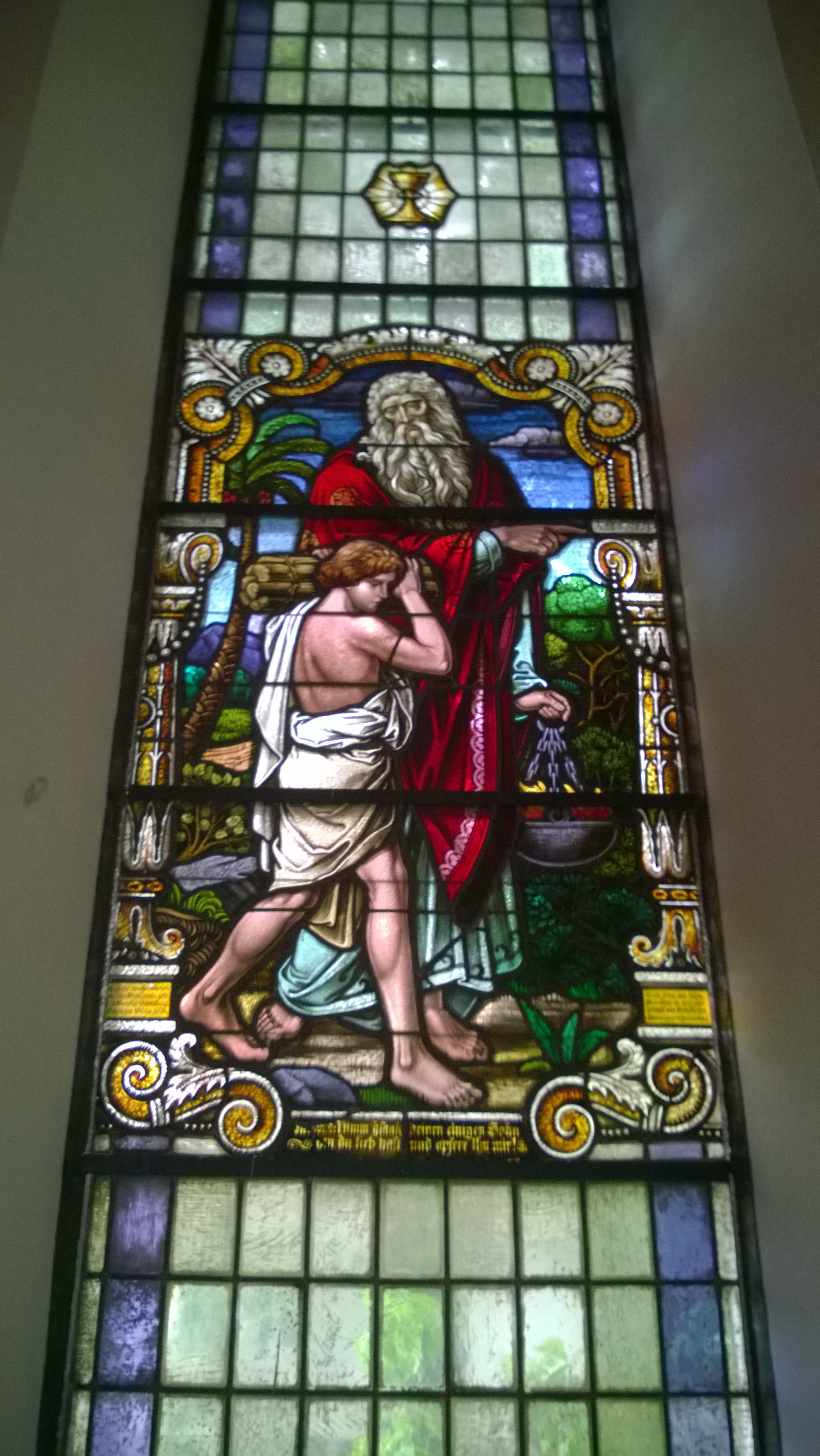
Opferung Isaaks (1919) nach Johann Klein

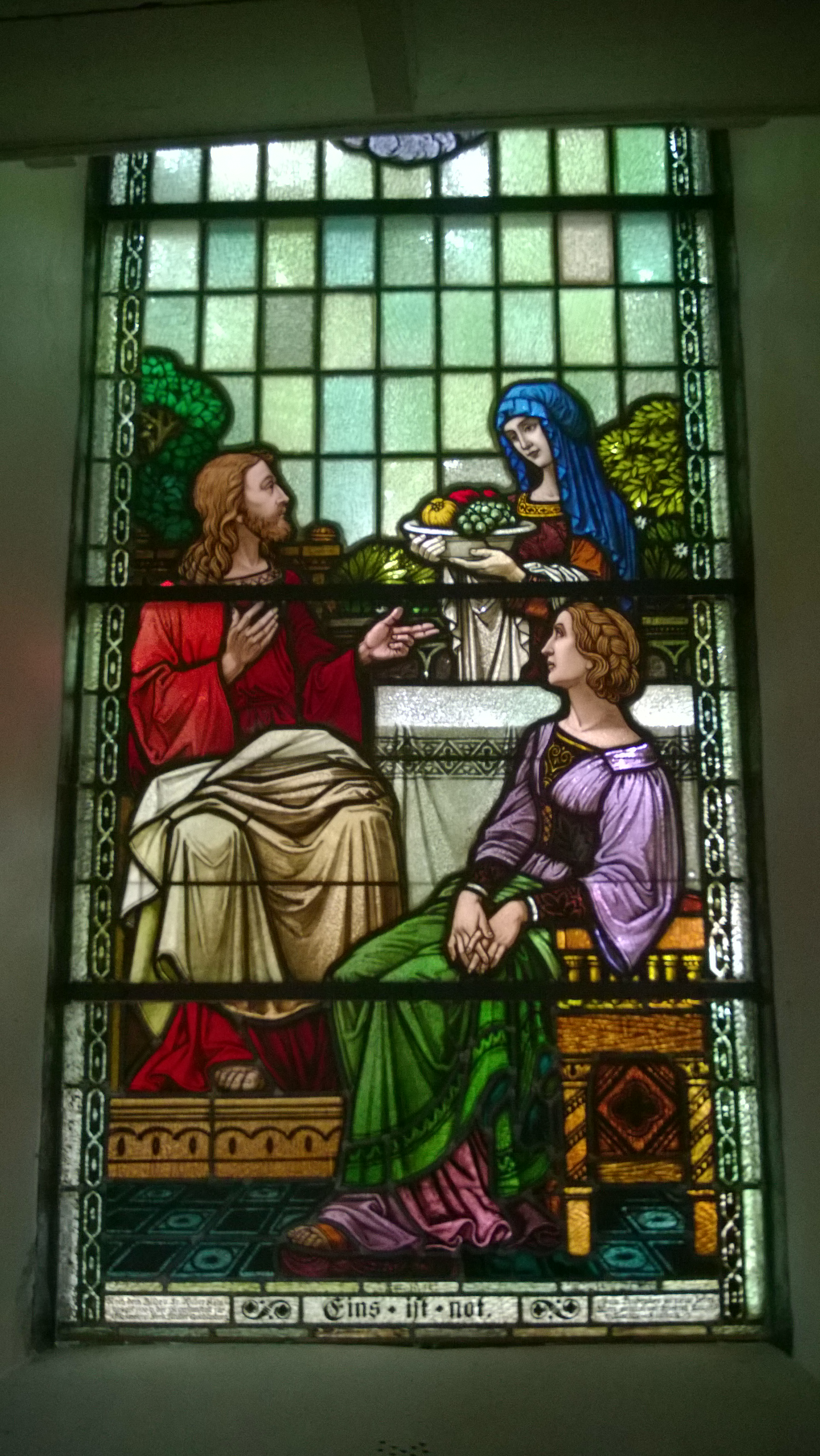
Maria und Martha (Eins ist not) (1920) nach Fr. Weber
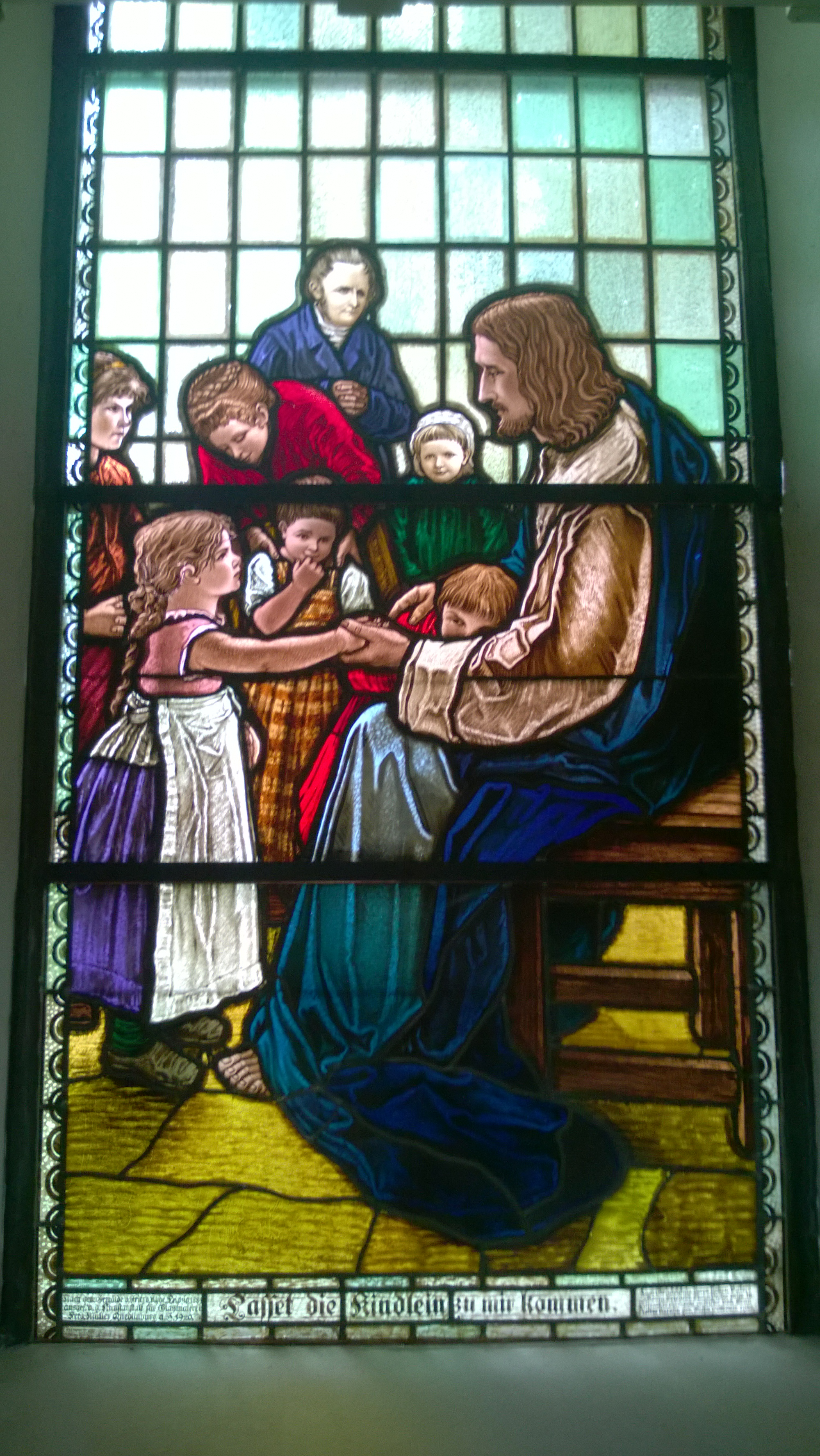
Lasset die Kindlein zu mir kommen (1920) nach Fritz von Uhde
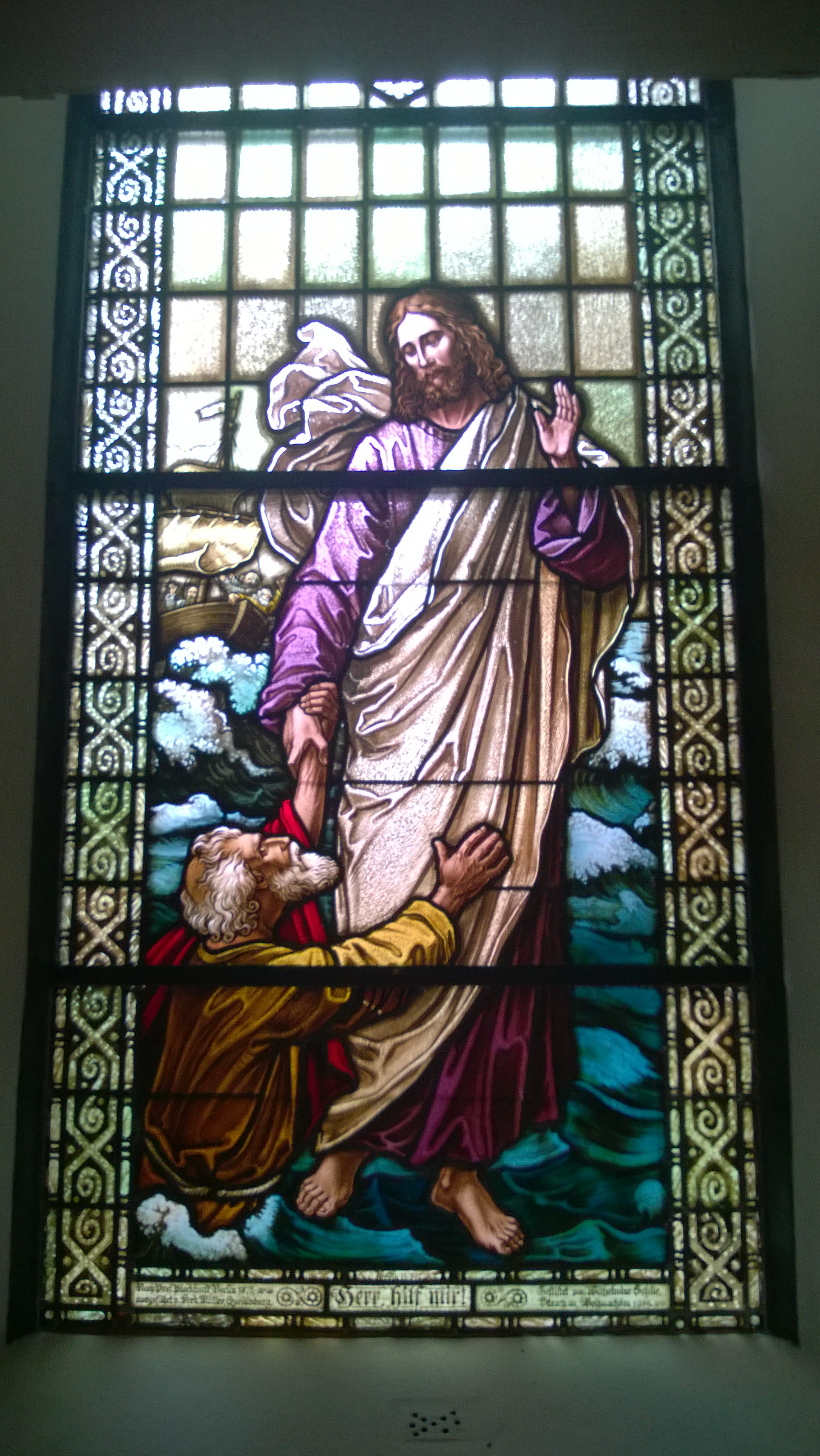
Sinkender Petrus (Herr hilf mir) (1919) nach Bernhard Plockhorst
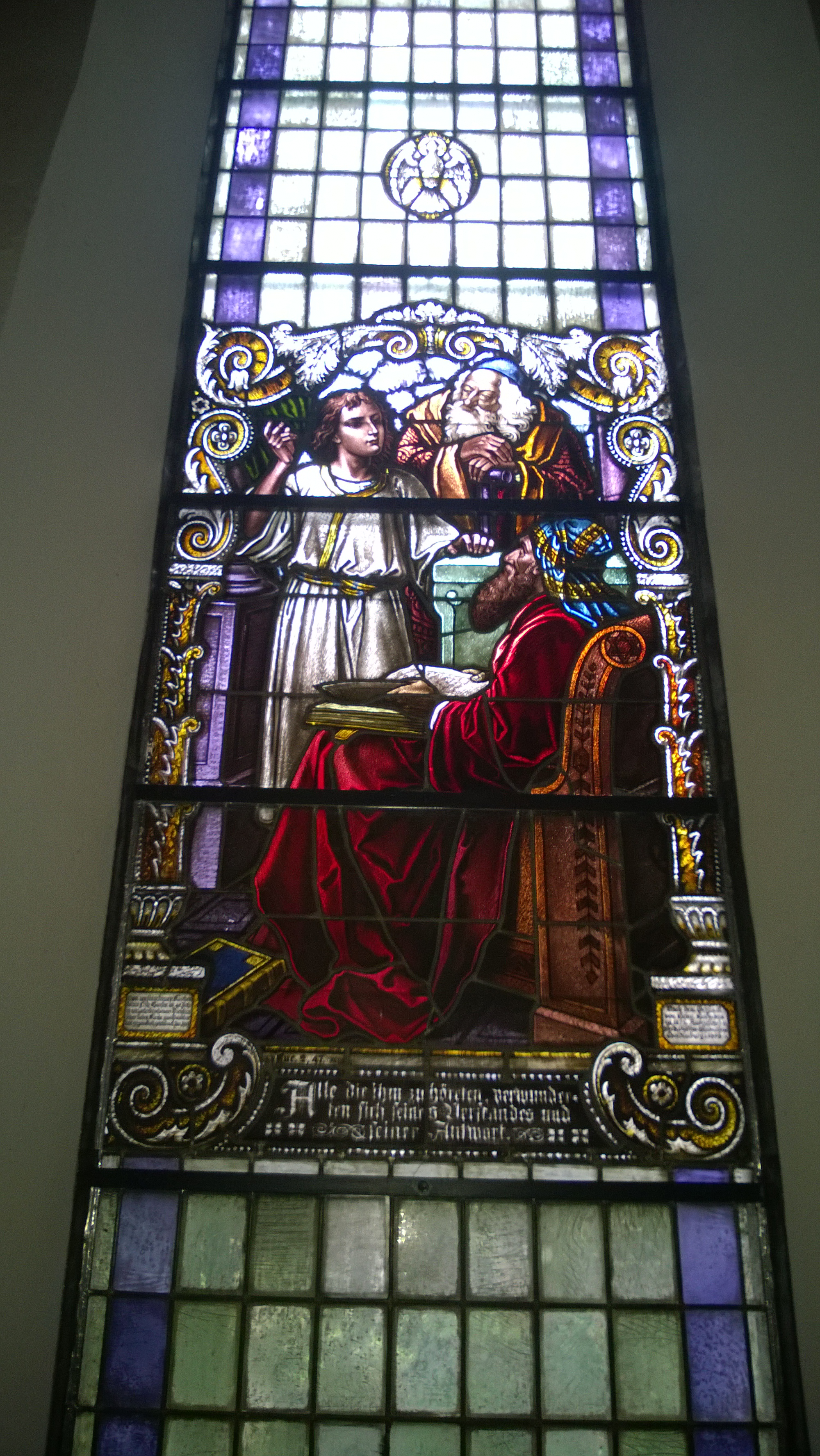
Der zwölfjährige Jesus im Tempel (1919) nach Heinrich Hofmann
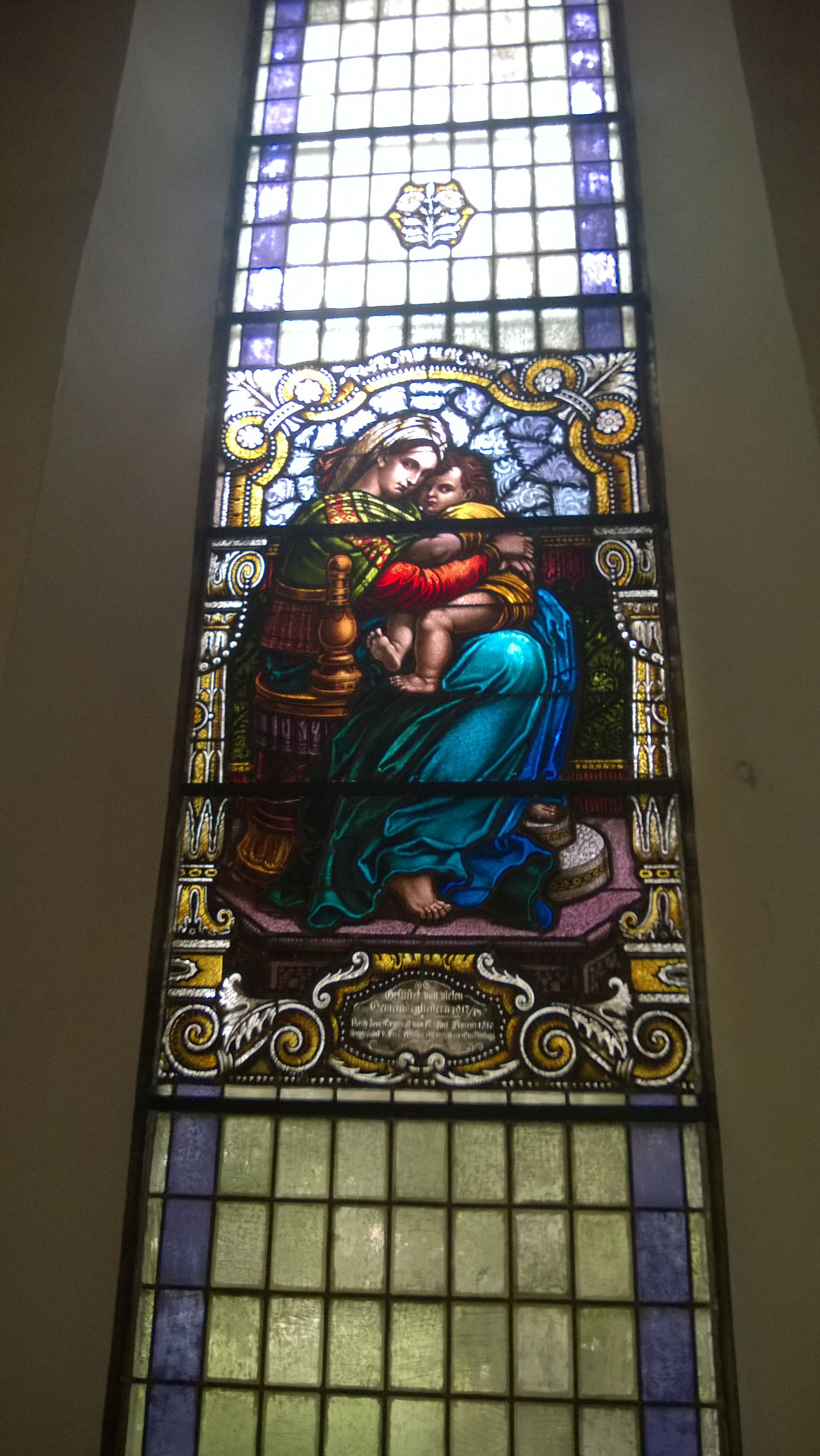
Madonna (della Sedia) (1917) nach Raffael

### Orgel
Die älteste bekannte Orgel der St.-Johannis-Kirche wurde kurz nach dem Dreißigjährigen Krieg 1650 unter Verwendung früherer Orgelteile von einem Orgelbauer aus Salzwedel neu gebaut. Bereits 1668 ist diese Orgel bei dem großen Brand vollständig zerstört wurden. 1719 stifteten die Schiffer und Flößer von Hitzacker eine neue Orgel.
Nach der Besetzung durch die Franzosen wurde 1817 eine neue Orgel von J. W. Gencke und J. H. Wohlien aus Hamburg eingebaut. 1907 wurde diese Orgel bereits wieder wegen Altersschwäche gegen eine Furtwängler und Hammer-Orgel ausgetauscht.
1965 musste diese Orgel bereits wieder ersetzt werden. Diesmal baute die Orgelbauwerkstatt Karl Schuke aus Berlin eine zweimanualige neobarocke Orgel ein.

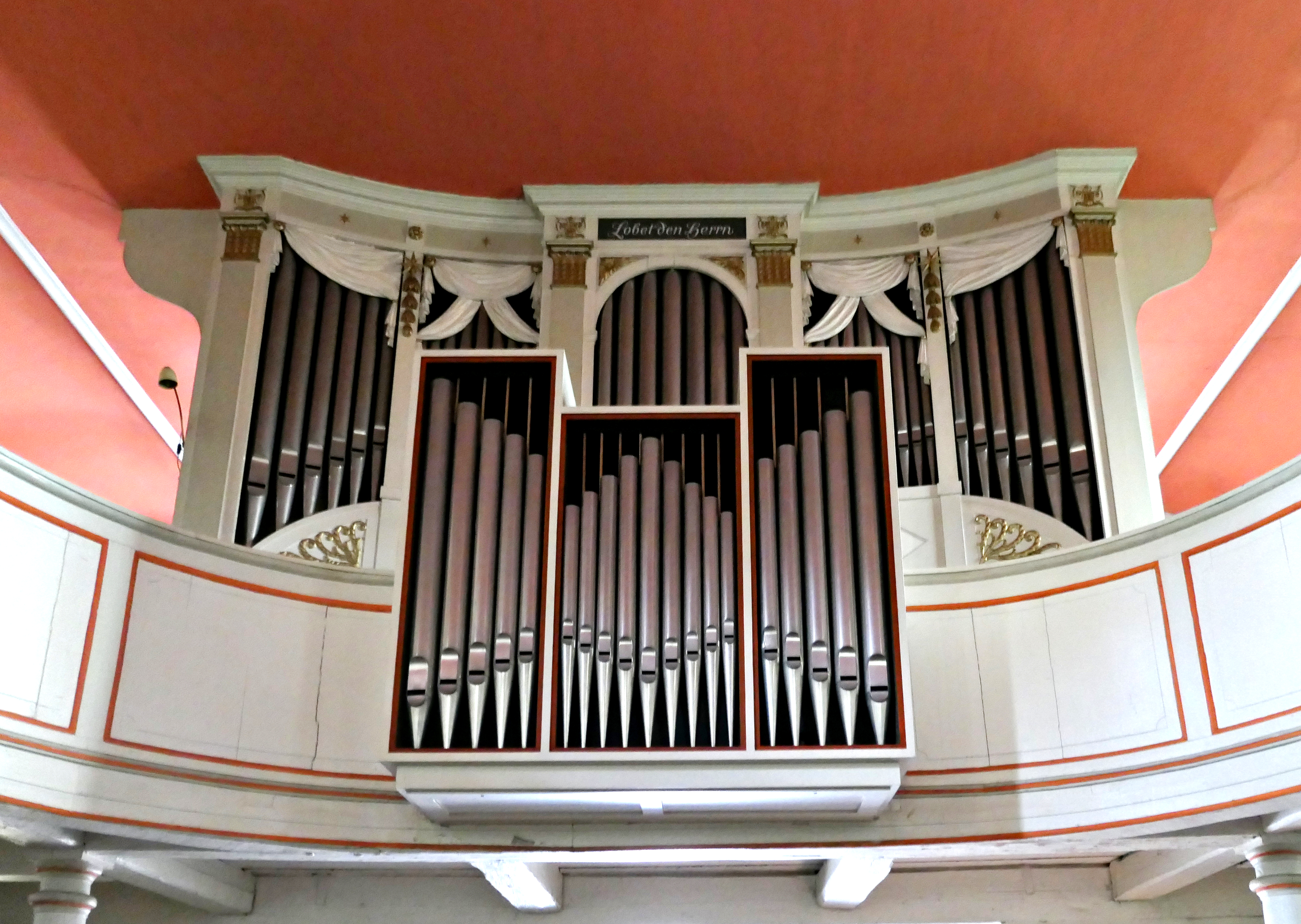
Orgel der St.-Johannis-Kirche

| I Hauptwerk C–g3 |       |
| Prinzipal        | 8′    |
| Rohrflöte        | 8′    |
| Oktave           | 4′    |
| Spitzflöte       | 4′    |
| Trompete         | 8′    |
| Oktave           | 2′    |
| Nasat            | 2 ⁄3′ |
| Mixtur IV–V      |       |
| Dulcian          | 16′   |

| II Rückpositiv C–g3 |       |
| Gedackt             | 8′    |
| Nachthorn           | 4′    |
| Waldflöte           | 2′    |
| Quinte              | 1 ⁄5′ |
| Sesquialtera II     |       |
| Scharf III-IV       |       |
| Krummhorn           | 8′    |
| Tremulant           |       |
| Cymbelstern         |       |

| Pedal C-f1    |     |
| Subbaß        | 16′ |
| Oktave        | 8′  |
| Oktave        | 4′  |
| Nachthorn     | 2′  |
| Hintersatz IV |     |
| Posaune       | 16′ |
| Schalmei      | 4′  |

- Koppeln: II/I, I/P, II/P

### Turmuhr
Die mechanische Turmuhr mit Stundenschlag stammt aus der Zeit um 1900 und ist in ihrer ursprünglichen Form weitgehend erhalten. Sie muss regelmäßig per Hand aufgezogen werden. Um 12:00 Uhr und um 18:00 Uhr ertönt zusätzlich zum Stundenschlag die Betglocke mit neun Schlägen für die neun Bitten des Vaterunser. Die verwitterten Zifferblätter sind 2010 erneuert worden.

## Umgebung der Kirche

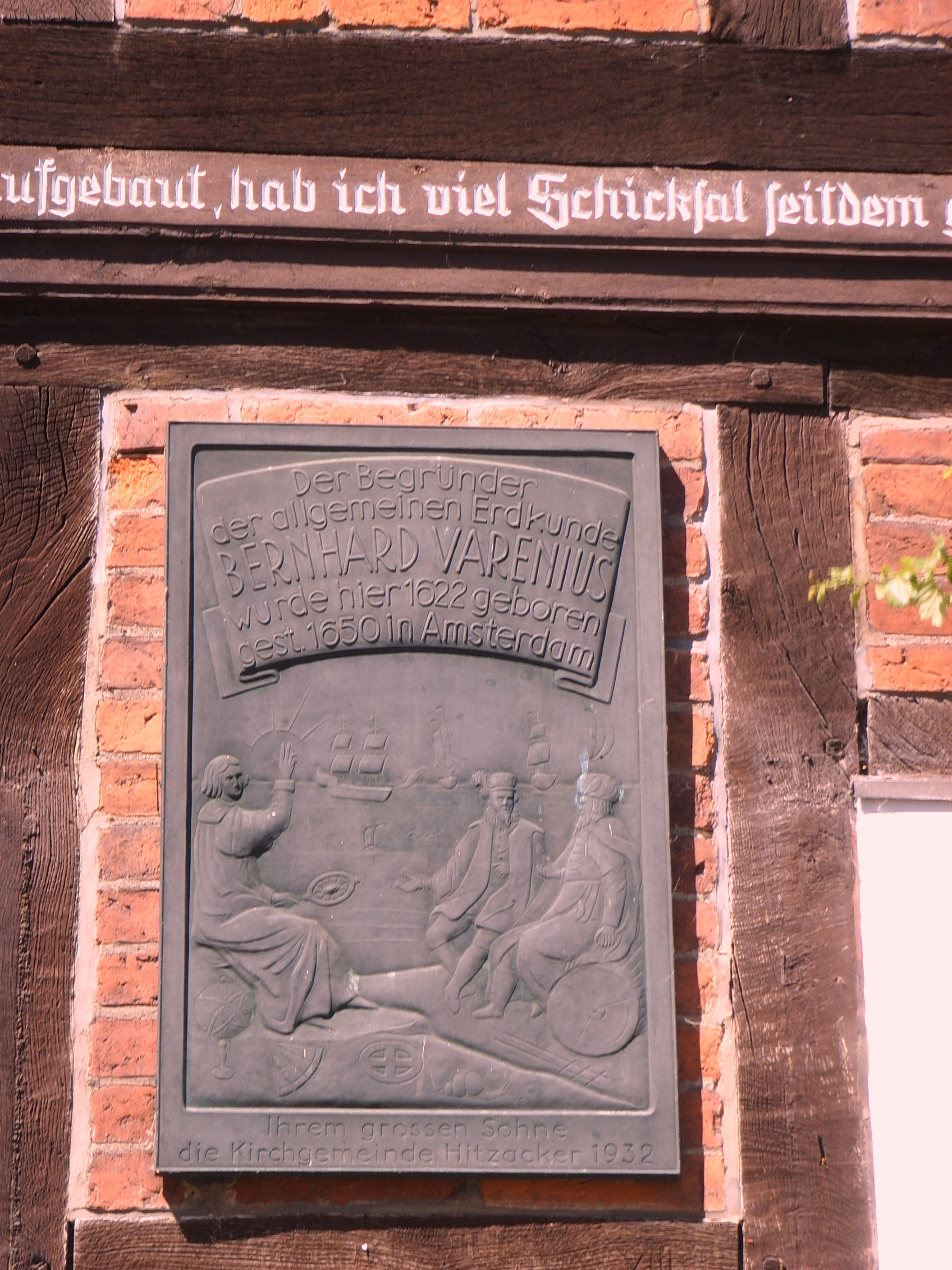
Gedenktafel an Varenius Geburtshaus, dem Gemeindehaus St.-Johannis-Kirche

Trotz ihres gedrungenen Turmes dominiert die St.-Johannis-Kirche die Bebauung des Kirchplatzes mit ehemaligem evangelischen Kindergarten, dem Pfarrhaus von 1962 (an der Stelle des ehemaligen Küsterhauses), mehreren Bürgerhäusern und zwei ehemaligen Pfarrhäusern von 1684 (Geburtsstätte von Bernhard Varenius heute Gemeindehaus) und 1780 (heute Kirchenbüro). Der Kindergarten ist 1999 in die nahe Amtsscheune umgezogen.
Zur Kirchengemeinde gehören die Kapellengemeinden Lenzen und Bredenbock.
Die St.-Johannis-Kirche ist als Radwegekirche am Elberadweg täglich geöffnet.